# Arhytis siamensis
Arhytis siamensis là một loài tò vò trong họ Ichneumonidae.